# Warwariwka (hromada Czyżiwka)
Warwariwka (ukr. Варварівка) – wieś na Ukrainie, w obwodzie żytomierskim, w rejonie zwiahelskim, w hromadzie Czyżiwka. W 2001 liczyła 583 mieszkańców.